# Canadian Open 2017
Il Canadian Open 2017, noto anche come Rogers Cup presented by National Bank (in francese: Coupe Rogers présentée par Banque Nationale) o più semplicemente Rogers Cup 2017 per motivi di sponsorizzazione, è stato un torneo di tennis giocato sul cemento. È la 127ª edizione del torneo maschile e la 116ª di quello femminile, che fa parte della categoria ATP Tour Masters 1000 nell'ambito dell'ATP World Tour 2017, e della categoria WTA Premier 5 nell'ambito del WTA Tour 2017. Il torneo maschile si è giocato all'Uniprix Stadium di Montréal, quello femminile all'Aviva Centre di Toronto, entrambi dal 7 al 13 agosto 2017.

## Partecipanti ATP

### Teste di serie
| Nazionalità | Giocatore             | Ranking* | Testa di serie |
| ----------- | --------------------- | -------- | -------------- |
| Spagna      | Rafael Nadal          | 2        | 1              |
| Svizzera    | Roger Federer         | 3        | 2              |
| Austria     | Dominic Thiem         | 7        | 3              |
| Germania    | Alexander Zverev      | 8        | 4              |
| Giappone    | Kei Nishikori         | 9        | 5              |
| Canada      | Milos Raonic          | 10       | 6              |
| Bulgaria    | Grigor Dimitrov       | 11       | 7              |
| Francia     | Jo-Wilfried Tsonga    | 12       | 8              |
| Belgio      | David Goffin          | 13       | 9              |
| Rep. Ceca   | Tomáš Berdych         | 14       | 10             |
| Spagna      | Pablo Carreño Busta   | 15       | 11             |
| Spagna      | Roberto Bautista Agut | 16       | 12             |
| Francia     | Lucas Pouille         | 17       | 13             |
| Stati Uniti | John Isner            | 18       | 14             |
| Stati Uniti | Jack Sock             | 19       | 15             |
| Australia   | Nick Kyrgios          | 20       | 16             |

* Le teste di serie sono basate sul ranking al 31 luglio 2017

### Altri partecipanti
I seguenti giocatori hanno ricevuto una wild card per il tabellone principale:
- Peter Polansky
- Vasek Pospisil
- Brayden Schnur
- Denis Shapovalov

I seguenti giocatori sono passati dalle qualificazioni:

- Thomas Fabbiano
- Norbert Gombos
- Pierre-Hugues Herbert
- Vincent Millot
- Reilly Opelka
- Dudi Sela
- Tim Smyczek

I seguenti giocatori sono entrati in tabellone come lucky loser:
- Ernesto Escobedo
- Michail Južnyj

## Partecipanti WTA

### Teste di serie
| Nazionalità | Giocatrice           | Ranking* | Testa di serie |
| ----------- | -------------------- | -------- | -------------- |
| Rep. Ceca   | Karolína Plíšková    | 1        | 1              |
| Romania     | Simona Halep         | 2        | 2              |
| Germania    | Angelique Kerber     | 3        | 3              |
| Spagna      | Garbiñe Muguruza     | 4        | 4              |
| Ucraina     | Elina Svitolina      | 5        | 5              |
| Danimarca   | Caroline Wozniacki   | 6        | 6              |
| Regno Unito | Johanna Konta        | 7        | 7              |
| Russia      | Svetlana Kuznecova   | 8        | 8              |
| Stati Uniti | Venus Williams       | 9        | 9              |
| Polonia     | Agnieszka Radwańska  | 10       | 10             |
| Slovacchia  | Dominika Cibulková   | 11       | 11             |
| Lettonia    | Jeļena Ostapenko     | 12       | 12             |
| Francia     | Kristina Mladenovic  | 13       | 13             |
| Rep. Ceca   | Petra Kvitová        | 14       | 14             |
| Lettonia    | Anastasija Sevastova | 16       | 15             |
| Russia      | Elena Vesnina        | 17       | 16             |

* Le teste di serie sono basate sul ranking al 31 luglio 2017

### Altre partecipanti
Le seguenti giocatrici hanno ricevuto una wild card per il tabellone principale:
- Françoise Abanda
- Bianca Andreescu
- Eugenie Bouchard

La seguente giocatrice è entrata in tabellone con il ranking protetto:
- Sloane Stephens

Le seguenti giocatrici sono passate dalle qualificazioni:

- Ekaterina Aleksandrova
- Lara Arruabarrena
- Ashleigh Barty
- Irina-Camelia Begu
- Sorana Cîrstea
- Mariana Duque Mariño
- Kirsten Flipkens
- Varvara Lepchenko
- Naomi Ōsaka
- Donna Vekić
- Sachia Vickery
- Heather Watson

La seguente giocatrice è entrata in tabellone come lucky loser:
- Magdaléna Rybáriková

## Punti e montepremi

### Distribuzione punti
| Evento              | V    | F   | SF  | QF  | 3T  | 2T | 1T  | Q   | Q2  | Q1  |
| Singolare maschile  | 1000 | 600 | 360 | 180 | 90  | 45 | 10  | 25  | 16  | 0   |
| Doppio maschile     | 1000 | 600 | 360 | 180 | 90  | 0  | N/A | N/A | N/A | N/A |
| Singolare femminile | 900  | 585 | 350 | 190 | 105 | 60 | 1   | 30  | 20  | 1   |
| Doppio femminile    | 900  | 585 | 350 | 190 | 105 | 1  | N/A | N/A | N/A | N/A |

### Distribuzione premi in denaro
| Evento              | V        | F        | SF       | QF       | 3T      | 2T      | 1T      | Q2     | Q1     |
| Singolare maschile  | 894 585$ | 438 635$ | 220 760$ | 112 255$ | 58 295$ | 30 730$ | 16 595$ | 3 820$ | 1 950$ |
| Singolare femminile | 501 975$ | 243 920$ | 122 190$ | 58 185$  | 28 030$ | 14 360$ | 7 745$  | 3 150$ | 1 905$ |
| Doppio maschile1    | 277 030$ | 135 630$ | 68 030$  | 34 920$  | 18 050$ | 9 520$  | N/A     | N/A    | N/A    |
| Doppio femminile1   | 143 600$ | 72 534$  | 35 910$  | 18 075$  | 9 170$  | 4 530$  | N/A     | N/A    | N/A    |

1 Per team

## Campioni

### Singolare maschile
Alexander Zverev ha sconfitto in finale  Roger Federer con il punteggio di 6-3, 6-4.
- È il sesto titolo in carriera per Zverev, quarto della stagione e secondo Master 1000.

### Singolare femminile
Elina Svitolina ha sconfitto in finale  Caroline Wozniacki con il punteggio di 6–4, 6–0.
- È il nono titolo in carriera per Svitolina, quinto della stagione. Con questa vittoria è diventata la prima a vincere tre Premier 5 consecutivi nella stessa stagione[3].

### Doppio maschile
Pierre-Hugues Herbert /  Nicolas Mahut hanno sconfitto in finale  Rohan Bopanna /  Ivan Dodig con il punteggio di 6-4, 3-6, [10-]6

### Doppio femminile
Ekaterina Makarova /  Elena Vesnina hanno sconfitto in finale  Anna-Lena Grönefeld /  Květa Peschke con il punteggio di 6–0, 6–4.